# Beiträge zur Naturkunde
Beiträge zur Naturkunde (abreviado Beitr. Naturk.) es un libro con ilustraciones y descripciones botánicas escrito por el farmacéutico botánico suizo Jakob Friedrich Ehrhart. Fue publicado en Hannover & Osnabrück en 7 volúmenes en los años 1787-1792, con el nombre de Beiträge zur Naturkunde, und den damit verwandten wissenschaften, besonders der botanik, chemie, haus- und landwirthschaft, arzneigelahrtheit und apothekerkunst. 

## Publicación
- Volumen nº 1, 3 Apr-9 May 1787;
- Volumen nº 2, 8 Apr-31 May 1788;
- Volumen nº 3, Jun-Jul 1788;
- Volumen nº 4, 3-19 Apr 1789;
- Volumen nº 5, 18 Mar-11 Jun 1790;
- Volumen nº 6, May-Jul 1791,
- Volumen nº 7, Jul-Dec 1792.